# 第15回気候変動枠組条約締約国会議

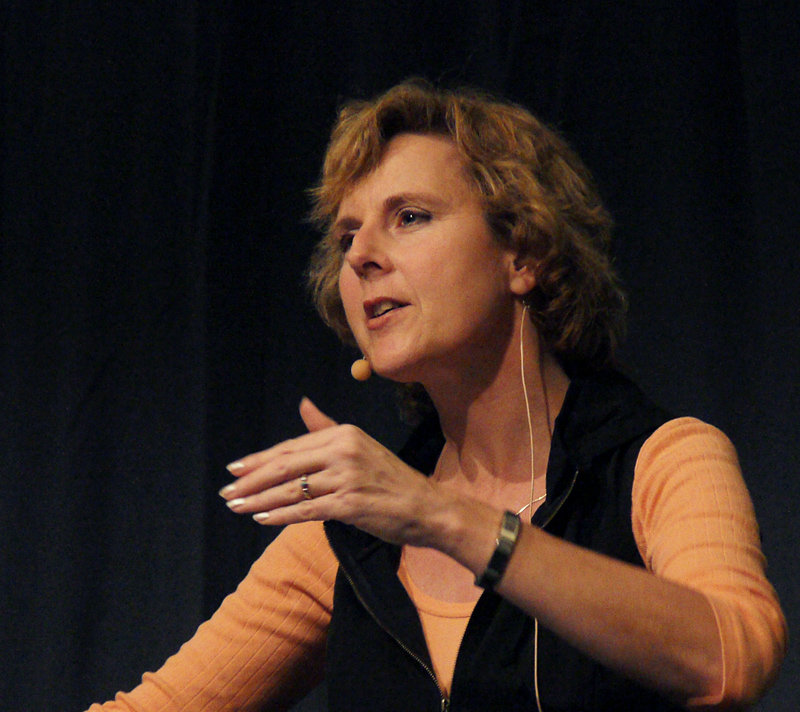
開催の挨拶をするコニー・ヘデゴー議長

第15回気候変動枠組条約締約国会議（だい15かいきこうへんどうわくぐみじょうやくていやくこくかいぎ、Fifteenth Session of the Conference of Parties to the United Nations Framework Convention on Climate Change）は、2009年12月7日から12月18日の日程でデンマーク・コペンハーゲンのベラセンターで開催された、京都議定書に続く、温室効果ガス排出規制に関する国際的枠組を決定することを主な目的とした国際会議である。通称COP15。同時に開催された第5回京都議定書締約国会合（COP/MOP5）と合わせ、全体としてはコペンハーゲン国連気候変動会議（United Nations Climate Change Conference in Copenhagen）と呼ばれる。

## 概要
気温上昇2度以内の目標、2050年までの世界全体の排出量を50パーセント減、先進国全体の排出量を80パーセント減を目指した。どこまで拘束力を持った合意ができるかが焦点となった。
先進国（特にアメリカ合衆国）は、途上国における国内削減努力を国際的に算定・報告・検証させることを目指したが、これまで枠組みの対象外とされてきた最大の排出国である中華人民共和国を始めとする途上国の大国は反発した。
他方で、コペンハーゲン会議の前に、ブラジル・中国・インドは、相次いで2020年の国内目標を発表しており、自主目標とはいえ、途上国が削減行動を国際的な合意の中に書き込むことに賛同したのは、歴史的な転換ともいえる。
主要国間での妥協の末コペンハーゲン合意がなされたものの、本会議では再び紛糾して表現が更に弱められることとなり、正式には国連気候変動枠組条約（UNFCCC）の枠外に追いやられ、同意する国だけの政治合意と位置づけられることとなった。

## 参加国・人数
気候変動枠組条約締約国の約190カ国から1万人以上が出席した。うち98カ国から首脳が出席した。

## 日程
| 12月7日    | 開幕             | 約190カ国から1万人以上が参加               |
| 12日～13日 | 閣僚級非公式会合 | 各国の環境担当大臣ら政治合意に向け本格交渉 |
| 16日～17日 | 閣僚級公式会合   | 各国首脳がコペンハーゲン入り               |
| 17日       | 首脳級会合晩餐会 | 各国首脳がコペンハーゲン入り               |
| 18日       | 首脳級会合、閉幕 | ポスト京都議定書の合意見通し               |

最終日の17、18日は各国首脳が集まる首脳会合となった。なお、京都議定書の採択されたCOP3では先進国の首脳は誰一人参加していない。

## 焦点

### 2013年以降の温室効果ガス削減目標
第3回気候変動枠組条約締約国会議で採決された京都議定書に定めのない2013年以降の温暖化ガス削減目標が最大の焦点となった。ラクイラ・サミットで「先進国は2050年までに温室効果ガス80%減」と合意している。しかし、先進国と途上国の対立は激しく、京都議定書に続く新たな議定書（アメリカと中国が参加するポスト京都議定書）の採択は困難とされた。

### 先進国から途上国への温暖化防止対策資金・技術移転の問題
途上国への2012年までの年間100億ドル規模の資金拠出、2013年以降の長期的な協力の仕組みを議論する。

## 予想されたポスト京都議定書の合意内容

### 米中も参加する新たな議定書の策定合意
京都議定書で削減義務を負わないアメリカと中国は、世界の温室効果ガス排出量の4割を占めるため、両国の参加なしではポスト京都議定書の効果はない。日本、EUは全ての国で1つの議定書のもと、排出削減規定の合意を求めている。

### 京都議定書を延長（米中・途上国は別の枠組みを作成）
インドなどの途上国は「温暖化の原因は先進国の問題」と主張する、そのため参加国の目標を引き上げた上で延長し、アメリカや中国は別の枠組みを作り一定の規制を掛けるという構想。

### 米中は参加しない
議定書の内容はそのままで、日本、EUなどの先進各国で目標を引き上げるのみにとどめる。この合意案には日本が猛反対した。これは国連気候条約のイボ・デブア事務局長が「大多数の国が延長を望んでいる」と発言したためである。

## 各国の2020年までの温室効果ガス削減目標値
（特に明記ないものは、AFP BB記事を参照）
一般に干ばつや洪水といった温暖化による被害を回避するためには、2020年までに先進国は25%～40%は削減しなければならないと言われている。
| 国名             | 削減目標  | 比較年 | 1990年比 （京都議定書基準値） | IEAが必要とした目標 （1990年比） |
| 先進国           | 先進国    | 先進国 | 先進国                        | 先進国                           |
| ---------------- | --------- | ------ | ----------------------------- | -------------------------------- |
| 日本             | ▲25%      | 1990   | ▲25%                          | ▲10%                             |
| アメリカ合衆国   | ▲17%      | 2005   | ▲3%                           | ▲3%                              |
| カナダ           | ▲20%      | 2005   | ▲3%                           |                                  |
| ロシア           | ▲20%～25% | 1990   | ▲20%～25%                     | ▲27%                             |
| EU               | ▲20%～30% | 1990   | ▲20%～30%                     | ▲23%                             |
| ノルウェー       | ▲30%      | 1990   | ▲30%                          |                                  |
| オーストラリア   | ▲25%      | 2005   | ▲24%                          |                                  |
| ニュージーランド | ▲10～15%  | 1990   | ▲10～15%                      |                                  |
| 途上国           |           |        |                               |                                  |
| 中国             |           |        | ▲40～45%                      | ▲47%                             |
| インド           | ▲20%～25% | 2005   |                               |                                  |
| インドネシア     |           |        | ▲26%                          |                                  |
| 韓国             |           |        | ▲30%                          |                                  |
| メキシコ         |           |        | ▲8%                           |                                  |
| 南アフリカ       | ▲3%～10%  | 1990   | ▲3%～10%                      |                                  |
| ブラジル         | ▲36%～39% | 1990   | ▲36%～39%                     |                                  |

## 各国詳細

### 日本
日本からは小沢鋭仁環境大臣が出席。最終日には鳩山由紀夫首相も合流した。
1990年比で25%の削減を掲げて国際交渉に臨んだ。
日本の目的は主に(1)次期枠組み作りにおいて、不平等条約と揶揄された京都議定書の単純延長の阻止と(2)途上国支援の道筋を作ることだった。
(1)(2)ともに達成することができたが、会議の本来の目的である次期枠組みの法的拘束力が伴う合意には至ることができなかった。
また(1)を主張した際、日本は、NGOが国際交渉で足を引っ張った国に贈る「本日の化石賞」を受賞した。
このことに対し小沢環境大臣は「納得できない。NGOは主要排出国である米国や中国に削減義務がない京都議定書でもいいと考えているのか。逆に聞いてみたい」とコメントした。

### 中国
温室効果ガス排出国世界1位の中国は11月26日、自主的な目標としてGDPあたりの二酸化炭素排出量を2020年までに2005年比で40%～45%削減すると発表。最終日に温家宝首相が出席した。

### アメリカ合衆国
京都議定書から離脱した排出量世界2位のアメリカはバラク・オバマ大統領が最終日に出席すると発表。当初はノーベル平和賞授賞式が10日にオスロで行われるため、その前日についでに訪れる予定であったが、中国やインドの首脳らが出席を表明したため急遽変更。グリーン・ニューディール政策を打ち出し再生可能エネルギーの拡大、ハイブリッド車の普及など対策を勧めている。
2020年までには2005年比で17%、2050年までに83%減を表明しているが、途上国が求める2020年までの40%には遠く及ばず、また1990年（京都議定書基準年）比で換算すれば5%にも満たない。

### カナダ
90年比で25%削減を表明。

### インド
世界4位の温室効果ガスの排出国とされるインドは、2020年までの排出量を2005年比で20～25%削減すると、12月3日にラメシュ環境相が発表。17日にシン首相が参加した。

### 欧州連合
EUは、基準年から2020年までに20%削減を表明。他の先進工業国が続くなら30%に引き上げる。

### ロシア
ロシアは11月18日に行われたEUロシア首脳会議で、ドミートリー・メドヴェージェフ大統領は2020年までに20～25%削減を表明。ただし公式発表はされていない。

### デンマーク
議長国デンマークは、産業革命前と比べ気温上昇を2度以内に抑える目標と、2050年までの温室効果ガスを1990年比で半減する目標を示した。
環境問題に都市レベルで取り組む開催地コペンハーゲンでは自転車が目立つ。自転車専用レーンが町の至る所に整備され全長は360kmにも及び、自転車の速度に合わせた信号もある。一般の道路より近道になる自転車専用の橋までもあり、さらには自転車専用高速道路の開通も予定されている。すでに20%もの二酸化炭素削減に成功しており、実に会社通勤者の50%が自転車通勤であるとの統計が出ている。
また、デンマーク売春婦団体はCOP15参加者を対象に無料で売春サービスを提供すると発表。コペンハーゲン市議会で審議中の「反売買春条例案」に対抗しているものと見られる。

### イギリス
すでに京都議定書が定める12.5%の削減目標を達成したイギリスは、火力発電を使う際に排出される二酸化炭素を地下に貯留する二酸化炭素回収・貯留技術の導入を検討し、2020年までの削減目標を1990年比で34%削減目標を掲げる。
温室効果ガスの新たな削減目標で合意を求めるデモがロンドンのアメリカ大使館近くで行われ、約2万人が参加した。

### オーストラリア
オーストラリアは、世界全体で二酸化炭素濃度の水準を450ppmまで安定させるか、それ以下にするために野心的で世界的な取引に同意するならば、2020年までに2000年水準より二酸化炭素排出量を25%削減するとしている。また、大規模な発展途上国が大幅な排出抑制を約束し、先進国がオーストラリアに相当する責任を負うという合意があれば、2020年までに排出量を2000年水準より15%削減すると表明している。

## 突然の議長解任
COP15の議長を務めていたデンマークのコニー・ヘデゴーCOP15担当相が16日、突然解任された。後任には同国のラース・ロッケ・ラスムセン首相が引き継いだ。

## コペンハーゲン合意
19日午前、全体会合でコ日米欧含め28カ国が合意(Copenhagen Accord)を作成。ただし中南米諸国の一部が反対したため、合意そのものではなく「合意に留意する」ことを決定した。

### 全文
（特に明記ないものは全文を参照）
コペンハーゲンで行われた2009年国連気候変動会議に出席した各国元首、首脳、閣僚、その他の首席代表は、気候変動枠組条約第2条に記載された究極の目標を追求し、条約の諸原則と条項に導かれ、2つの特別作業部会の作業結果に留意し、長期協力行動のための特別作業部会（Ad hoc Working Group on Long-term cooperative action）に関する決定x/CP.15および、附属書Iに掲げる締約国の京都議定書のもとでのさらなる約束に関する特別作業部会に作業の続行を求める決定x/CMP.5を承認し、即座に運用される本コペンハーゲン合意に合意した。
1. 我々は、気候変動が現代における最大の課題の一つだと強調する。共通だが差異のある責任という原則、そして各国の能力に即して気候変動に迅速に対処する強い政治的意志を強調する。大気中の温室効果ガス濃度を、気候システムに危険で人為的な影響を避ける水準で安定化するという気候変動枠組条約の究極の目標を達成するため我々は、地球の気温上昇は2度を上回るべきではないとの科学的な見解を認識した上で、公平の原則と持続可能な発展の文脈において、気候変動に対処する長期的な協調行動を強化する。気候変動の重大な影響と共に、対策が温暖化被害にさらされている国々に及ぼす潜在的な効果を認識する。国際支援を含めた包括的な適応措置の事業を手がける必要性を強調する。
2. 我々は、世界規模で排出量を大幅に削減する必要性で合意する。これは科学に基づくもので、国連気候変動に関する政府間パネル第4次報告書が記述したように、世界の気温の上昇を2度以下にとどめるためである。科学に準じ、公平の原則に基づいてこの目的の達成に向けて行動することでも合意する。我々は、地球規模と各国ごとの排出量が出来る限り早く減少に転じるよう協力しなければならない。同時に、途上国では排出量が減少に転じるのにより時間がかかることを認識し、社会・経済発展と貧困撲滅こそが途上国の優先課題であり、低排出の発展戦略が持続可能な開発と切り離せないことにも留意する。
3. 気候変動の影響への適応措置と、対策の潜在的な影響は、すべての国が直面する課題である。適応措置に関するより大規模な行動と国際協力が気候変動枠組条約の履行を確実にするために必要であり、特に温暖化の被害にさらされた国や、後発途上国、小さな島嶼国、アフリカ諸国における脆弱性を減らし、回復力を培うための適応措置を実施することが求められる。先進国は、途上国における適応措置の実行を支援するため、適切で予測可能、かつ持続的な財政支援と技術・能力開発を提供しなければならない。
4. 気候変動枠組条約の附属書I締約国（先進国）は、2010年1月31日までに別表1の書式で2020年時点の数量化された排出目標を個別にあるいは共同で実行することを約束する。これにより京都議定書締約国である先進国は、議定書で始まった排出量削減をさらに強化する。先進国による排出削減と財政支援の実績は、現存の基準および締約国が新たに採択する基準に基づき、測定・報告・検証される。これにより削減目標と財政支援の説明は、厳格で確実、透明なものとなる。
5. 条約の非附属書I国（途上国）は、今後実施する温室効果ガスの削減行動を2010年1月31日までに別表2に登録する。削減行動は条約4条1項と同7項に基づき、持続可能な開発に適ったものとする。後発開発途上国(LDC)や発展途上の島嶼国は、支援を受けながら自発的な削減行動に取り組むことができる。非附属書国I国は今後取り組む削減行動を、COPで採択される指針に基づき、条約12条1bに基づく国別報告書を通じて2年ごとに報告する。国別報告書やそれ以外での方法で事務局に報告される削減行動は別表2のリストに記載する。非附属書I国が実施する削減行動に対しては、国内で定める測定、報告、検証を行うものとし、国別報告書を通じて2年ごとに報告される。非附属書I国は、自国の削減行動の実施状況を国別報告書を通じて報告する。報告は、国家主権の尊重を保証する明瞭な指針の下で行われる国際的な協議と分析の結果を伴ったものとする。国際的な支援を受けて国内で行う国内削減行動は、関連の技術、資金や能力開発の支援内容と共に登録簿に記載される。支援を受けて行われる削減行動は、別表2に記載される。支援を受けて行われる削減行動は、締約国会議で採択された指針に則って、国際的な測定、報告、検証に付される。
6. 我々は、森林減少や森林の劣化を起因とする温室効果ガスを削減することの重要な役割と、森林による温室効果ガス吸収を増やす必要性を認識する。森林の減少や劣化を原因とする温室効果ガスの排出の削減（REDDプラス）を含むメカニズムの速やかな構築を通し、先進国の資金の活用を促す行動を促進する必要性に同意する。
7. 我々は、市場を活用する方法を含めて、削除の費用効果を高めて削減行動を促進する様々な取り組みを追究する。途上国、とりわけ排出量の少ない国は引き続き抑えていけるよう動機付けを与えられるべきである。
8. 途上国には、増額された新規で、予測可能で、適切な財政支援を提供すると共に、資金の利用度も高めなければならない。条約の関連事項に従って、森林破壊を防ぐ取り組みREDDプラスや、適応措置、技術革新と移転、能力強化への実質的な財政支援といった措置を通じて、排出削減に向けた行動を可能にし、支持する。先進国全体で、2010～2012年の間に新たな追加援助として計300億ドルの支援を行うことを約束する。適応措置と削減との均衡を保って配分し、これには森林管理や国際機関を通じた新たな追加投資も含まれる。適応措置への財政支援では、後発途上国や小さな島嶼国、アフリカ諸国など最も被害にさらされた国を優先する。意義ある削減への取り組みと透明性のある実施に向け、先進国は2020年までに1000億ドルを拠出し、途上国の取り組みを支援する。この資金は、民間や公的機関、2国間や多国間参加など代替的な財源を含め、幅広く集められる。適応措置に向けた新たな多国間参加による財政支援は、先進国と途上国が等しく代表する運営対の元、効果的で効率的な資金管理を通じて配分される。
9. 閣僚級会合は、この目標の達成に向け、代替的な財源を含む可能な歳入という貢献を研究する目的で、締約国会議に対する責任として設立される。
10. 我々は、コペンハーゲン環境基金を、途上国に対するREDDプラスや適応措置、能力強化、技術革新と移転に関連した事業や計画、政策その他の活動を支援する条約上の金融メカニズムの実行組織として設立することを決定した。
11. 技術の移転と革新における取り組みを強化するために、各国主導のアプローチと国の状況、優先順位に基づいて導かれる適応措置と削減の行動を支持し、技術革新と移転を加速させるため、技術メカニズムの設立も決定した。
12. 条約の最終目標を含め、この合意の履行状況の評価を、2015年までに行うよう求める。これは長期目標強化の検討を含む。